# Hildegard Bleyler
Hildegard Bleyler (Altkirch, 12 novembre 1899 - Fribourg-en-Brisgau, 6 février 1984) est une femme politique allemande. 